# Крапковице
Крапковице (пољ. Krapkowice) град је у Пољској у Војводству опољском. По подацима из 2012. године број становника у месту је био 17 137.

## Становништво
| 2012.  |
| ------ |
| 17 137 |

## Партнерски градови
- Висен
- Ebersbach-Neugersdorf
- Нојгерсдорф
- Висен